# Shenzhou 7
Shenzhou 7 – załogowa misja kosmiczna statku Shenzhou, zrealizowana w ramach chińskiego programu kosmicznego.
Start nastąpił 25 września 2008 r. W misji wzięło udział trzech chińskich astronautów. 27 września po południu czasu chińskiego Zhai Zhigang na ok. 22 min wyszedł w otwartą przestrzeń kosmiczną. Program lotu obejmował także przeprowadzenie badań naukowych i medycznych oraz testy oprzyrządowania statku. 28 września załoga Shenzhou 7 bezpiecznie powróciła na Ziemię. Kapsuła wylądowała na pustynnym obszarze Mongolii Wewnętrznej.

## Przygotowania do lotu
29 maja 2007 poinformowano, że podczas lotu w planowanym terminie nie jest możliwe wykonanie spaceru kosmicznego, ponieważ wystąpiły opóźnienia w oddaniu do użytku infrastruktury naziemnej potrzebnej do przygotowań przed lotem. Nie było jeszcze decyzji, czy lot zostanie opóźniony lub zrezygnuje się ze spaceru kosmicznego.

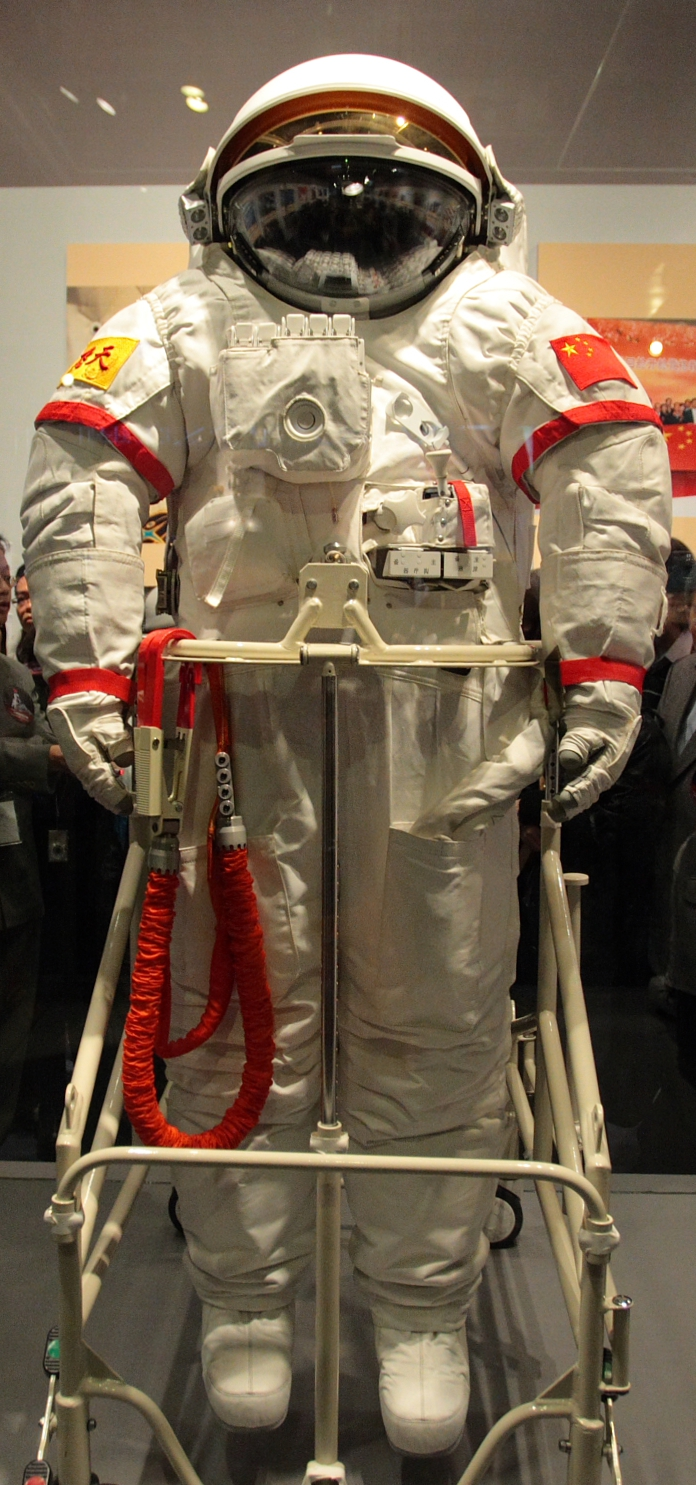
Chiński skafander kosmiczny Feitian

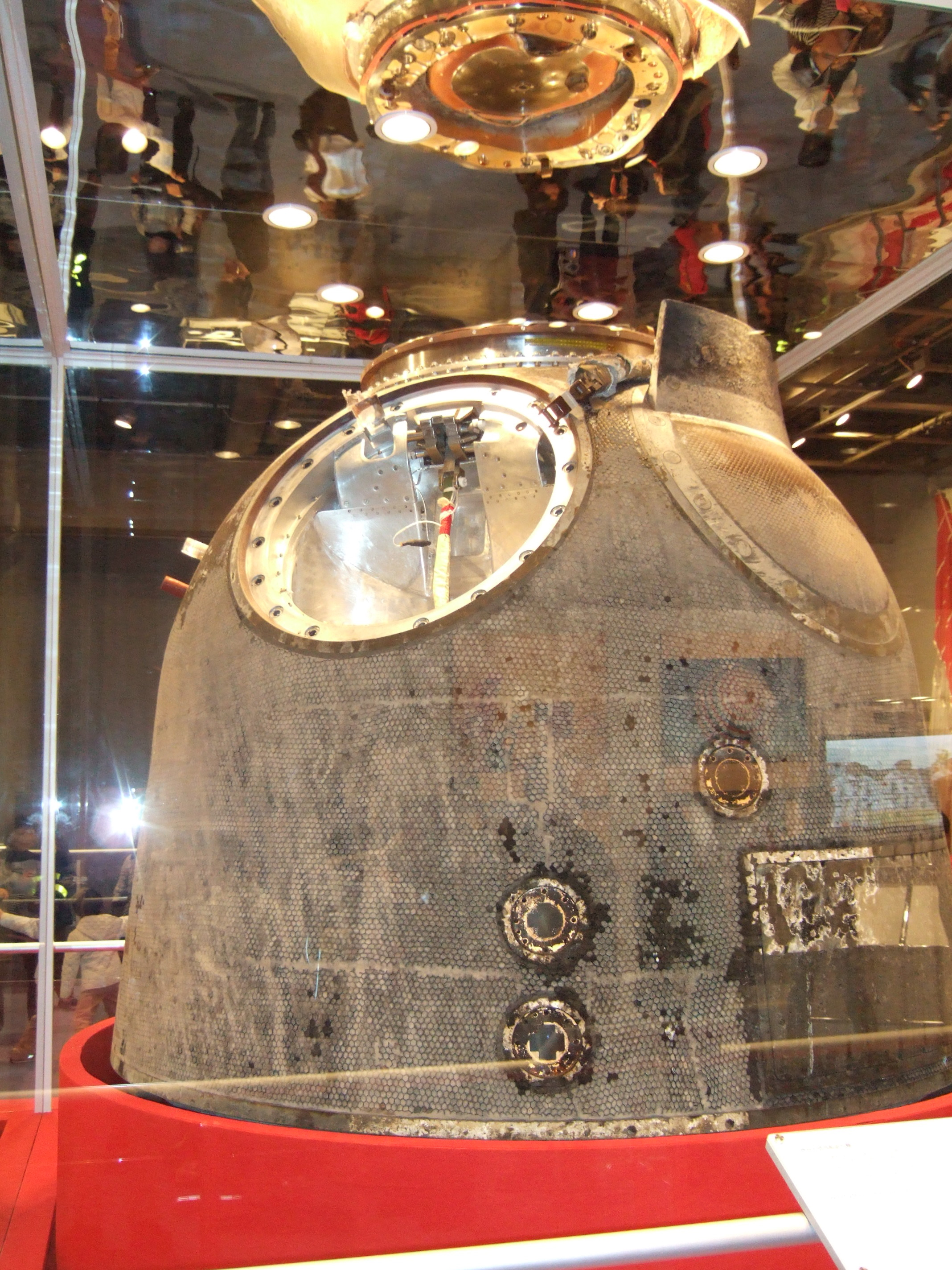
Kapsuła statku Shenzhou 7 na wystawie w Hongkongu (2008)

## Załoga
Na początku września 2008 roku poinformowano, że start odbędzie się w dniach 25-30 września. 16 września podano oficjalnie (po raz pierwszy w chińskim programie załogowym) skład przyszłej trzyosobowej załogi. Znaleźli się w niej: 
- Zhai Zhigang – dowódca (1. lot),
- Liu Boming – inż. pokładowy (1. lot),
- Jing Haipeng – inż. pokładowy (1. lot).

## Przebieg lotu
Start nastąpił 25 września 2008 r. o godz. 13:10 UTC przy użyciu rakiety Chang Zheng 2F z kosmodromu Jiuquan w prowincji Gansu. W 9 minucie i 42 s. lotu statek znalazł się na orbicie o parametrach: perygeum 200 km, apogeum 341 km, inklinacja 42,41°. O godz. 20:03 wykonano dwuminutowy manewr podniesienia perygeum orbity do pułapu 340 km.
27 września o godz. 08:38 UTC rozpoczął się pierwszy chiński spacer kosmiczny. Zhai Zhigang wyszedł na zewnątrz statku w chińskim skafandrze Feitian, natomiast Liu Boming, w rosyjskim skafandrze Orłan, wysunięty do pasa asekurował go z przedziału orbitalnego. Celem spaceru było przetestowanie skafandrów w rzeczywistych warunkach występujących w kosmosie, oraz pobranie próbki smaru z przedziału orbitalnego. Spacer zakończył się o godz. 09:00 i trwał 22 minuty.
Tego samego dnia o godz. 11:24 od przedniej części statku został oddzielony minisatelita Bei Xing, który służył do testowania lotu w formacji z modułem orbitalnym.
Lądownik statku wylądował z załogą 28 września 2008 o godz. 09:37 UTC na stepach w Mongolii Wewnętrznej na terenie Chin. Telewizja państwowa poinformowała, że stan zdrowia astronautów jest dobry.